# Kleiton Domingues
Kleiton Domingues (Vitória da Conquista, 2 april 1988) is een Braziliaans voormalig voetballer die als middenvelder speelde.

## Carrière
Domingues begon zijn carrière in 2008 bij EC Vitória. Hierna kwam hij uit voor Guarani FC, Agremiação Sportiva Arapiraquense en Boa EC.